# Incidente ovni de Varginha

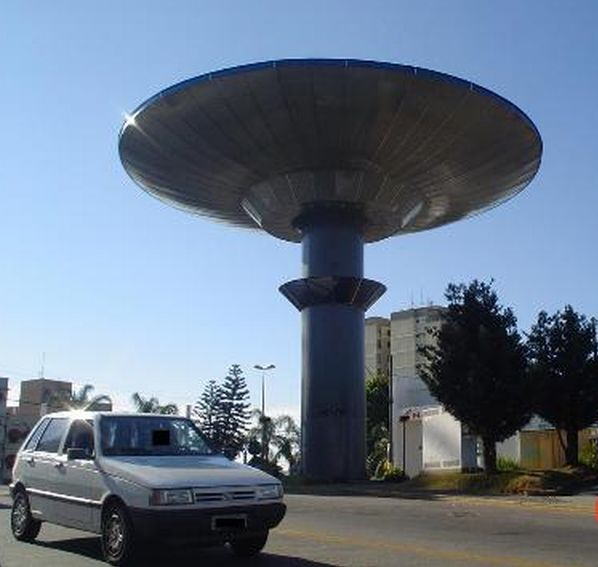
Torre de agua con forma de platillo volador en el parque central de la ciudad de Varginha es un símbolo del incidente.

El incidente ovni de Varginha es el nombre dado a una serie de acontecimientos que implican el supuesto avistamiento y captura de un ser extraterrestre por parte del Ejército Brasileño en Varginha, Brasil, en el año 1996. Tales relatos fueron emitidos por televisión en el programa de los domingos "Fantástico" del canal Rede Globo, alcanzando rápidamente una amplia cobertura a nivel internacional por parte de los medios de comunicación, incluyendo un artículo en The Wall Street Journal, convirtiéndose, desde entonces, en el caso más famoso de la ufología moderna brasileña.
El gobierno brasileño ha negado oficialmente cualquier afirmación en torno a su participación en la captura de Entidades Biológicas Extraterrestres (EBEs), aunque algunos conspiracionistas afirman lo contrario, acusando al gobierno de encubrir el hecho. Para algunos, la carencia de fuentes fiables es evidencia en contra de la propia historia, ya que frecuentemente se citan testimonios de gente anónima.
El investigador de ovnis Kevin D. Randle escribe que "este caso es tan complicado como cualquier otro en el campo de lo ovni". Randle afirma que hay una carencia de evidencia física que apoye el caso, y añade, "de hecho, hemos sido incapaces de verificar cualquier cosa concluyente"."

## Visión general

### Las criaturas
Según los reportes de los medios, la criatura fue vista por primera vez por tres mujeres cuyas edades iban desde los 14 a los 21 años: Las hermanas Liliane y Valquíria Fátima Silva, y su amiga Kátia Andrade Xavier. Presuntamente vieron a la criatura la tarde del 20 de enero de 1996: Un bípedo de aproximadamente 1.6 metros, con una cabeza grande y cuerpo muy delgado, con pies en forma de V, piel marrón, y grandes ojos rojos. Parecía tener dificultades al mantener su equilibrio, lo cual las llevó a pensar que la criatura se encontraba herida o enferma.
Las hermanas Silva relataron que procedieron a huir del lugar y fueron a contarle a su madre que habían visto al "diablo". La mujer no les creyó hasta que ella misma acudió al lugar donde habían visto a la criatura, ubicación en la cual sintió un fuerte hedor similar al del amoníaco y no logró encontrar nada más que pisadas y un perro husmeando el lugar. Después de relatar el suceso a familia y amigos, los rumores empezaron a extenderse por la ciudad con respecto a avistamientos de ovnis y criaturas alienígenas siendo capturadas por fuerzas militares. Dos días más tarde, presuntamente se encontró a otra criatura tendida al costado de un camino. Presuntamente tres camiones militares fueron destinados a recuperar dicho cuerpo.
Una criatura similar supuestamente fue avistada en el zoológico local por el conserje. Durante los meses siguientes, tres animales murieron de forma misteriosa.

### Avistamientos de ovnis
Oralina y Eurico de Freitas, dueños de una granja en la ciudad, afirmaron haber visto un ovni sobrevolando su ganado. A Oralina le llamó la atención la agitación repentina de sus animales y al momento de acudir a ellos para ver que los estaba molestando, observó el objeto en el aire. Presuntamente el objeto sobrevoló el campo alrededor de 40 minutos.

## Investigación
En lo que respecta a la criatura avistada la tarde del 20 de enero de 1996, una investigación oficial dirigida por las autoridades militares brasileñas reveló en el año 2010 que las hermanas Silva se habían encontrado con un vagabundo mentalmente inestable apodado "Mudinho", el cual se encontraba cubierto en barro, y que los camiones militares operaban en su horario normal aquella noche.